# Шайтанка (приток Ика)
Шайтанка — река в России, протекает по Каргапольскому району Курганской области. Устье реки находится в 12 км по левому берегу реки Ик, у нежилой деревни Боярка. Длина реки составляет 18 км.

## Данные водного реестра
По данным государственного водного реестра России относится к Иртышскому бассейновому округу, водохозяйственный участок реки — Исеть от впадения реки Теча и до устья, без реки Миасс, речной подбассейн реки — Тобол. Речной бассейн реки — Иртыш.
Код объекта в государственном водном реестре — 14010501112111200003873.

## Населённые пункты
- с. Пустуево
- д. Чемякина
- п. Грибной
- д. Боярка